# Joseph Mégard
Pour les articles homonymes, voir Mégard.
Joseph Mégard, né le 16 novembre 1850 à Carouge et mort le 26 janvier 1918 à Plainpalais, est un peintre et graveur suisse. Son œuvre est constituée principalement de paysages à l’huile et de planches à l’eau-forte.

## Biographie

### Famille et enfance
Joseph Mégard est né à Carouge (Genève) en 1850 dans une famille modeste. Il est le troisième de huit enfants nés entre 1849 et 1858, dont quatre seulement sont devenus adultes. Sa mère Marie Chardon était lingère puis épicière. Son père Jacques Mégard était boucher et guillocheur et son grand-père ouvrier fayencier. Son frère Claude Henri Mégard était bijoutier-orfèvre.
Joseph a épousé Caroline Sadoux, une institutrice. Ils eurent une fille, Juliette Adèle Mégard, pianiste.

### Formation
Au collège de Carouge, il apprend le dessin avec le peintre Daniel Gevril (1803-1875). Ensuite il entre dans l’atelier de gravure décorative de Jean-Pierre Charlier. Il fait ses premières pointes sèches sur l'instigation de Marcellin Desboutin et se met ensuite à l'eau-forte.

### Carrière
Joseph Mégard avait son atelier chez lui, à la rue de Carouge à Plainpalais (Genève). Il dessinait en général d'après nature : les bords de l'Arve, les bords de l'Aire, les rives du lac, des vues prises au pied du Salève ou de Champel. Sa peinture était « attentive, sérieuse, propre, mais, voulant magnifier la nature dans un coloris modéré. (...) Comme à cette époque on discutait beaucoup au sujet de Hodler, Mégard a évolué et il mit plus d'accent, de couleur et de relief dans ses tableaux ».
Il reconstitua aussi, sur la base de photographies ou autres documents, des vues de la Genève du XIXe siècle : monuments, fontaines, coins pittoresques et caractéristiques. Il gravait en général à l'eau-forte, ce qui permettait de produire un assez grand nombre de tirages bon marché. 
Il passait l'été en Valais, à Liddes principalement, d'où des dessins et surtout des aquarelles et des huiles. Il représente le village de Liddes, son église, ses environs, la Drance, le val d'Arpette, aussi des paysannes aux champs, femmes du village à la fontaine, des faneuses.
Selon Alexandre Kunz, Joseph Mégard était un esprit rêveur et poète, ayant une vie réglée et calme, un homme modeste n'ayant pas recherché la notoriété. Il est décédé à Plainpalais (Genève) en 1918.

## Œuvre
- Plaques de portes, médailles, alliances, etc.
- Dessins : vues de la ville.
- Eaux-fortes et pointes sèches : 182 planches dont 96 représentent des vues de Genève ancienne et moderne (collection complète au Musée d'art et d'histoire de Genève). Certaines de ces planches ont été coloriées par la suite.
- Tableaux et études à l’huile : environs de Genève, en Valais, à Gruyère, en Algérie et en Tunisie.
- Plume et encre noire : Annecy.

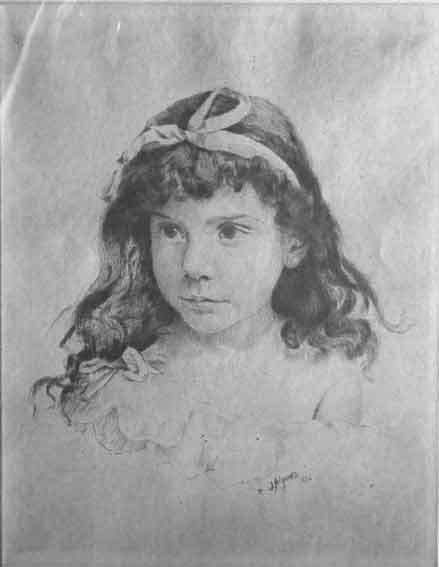
Juliette Mégard, fille de l'artiste, 1892
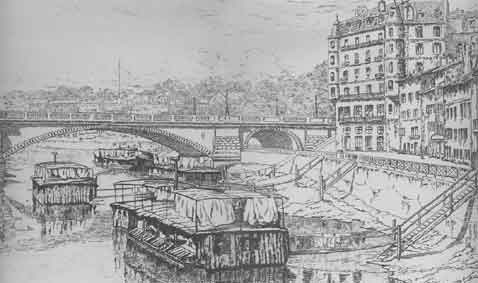
Quai du Seujet, bateaux-lavoirs, 1903
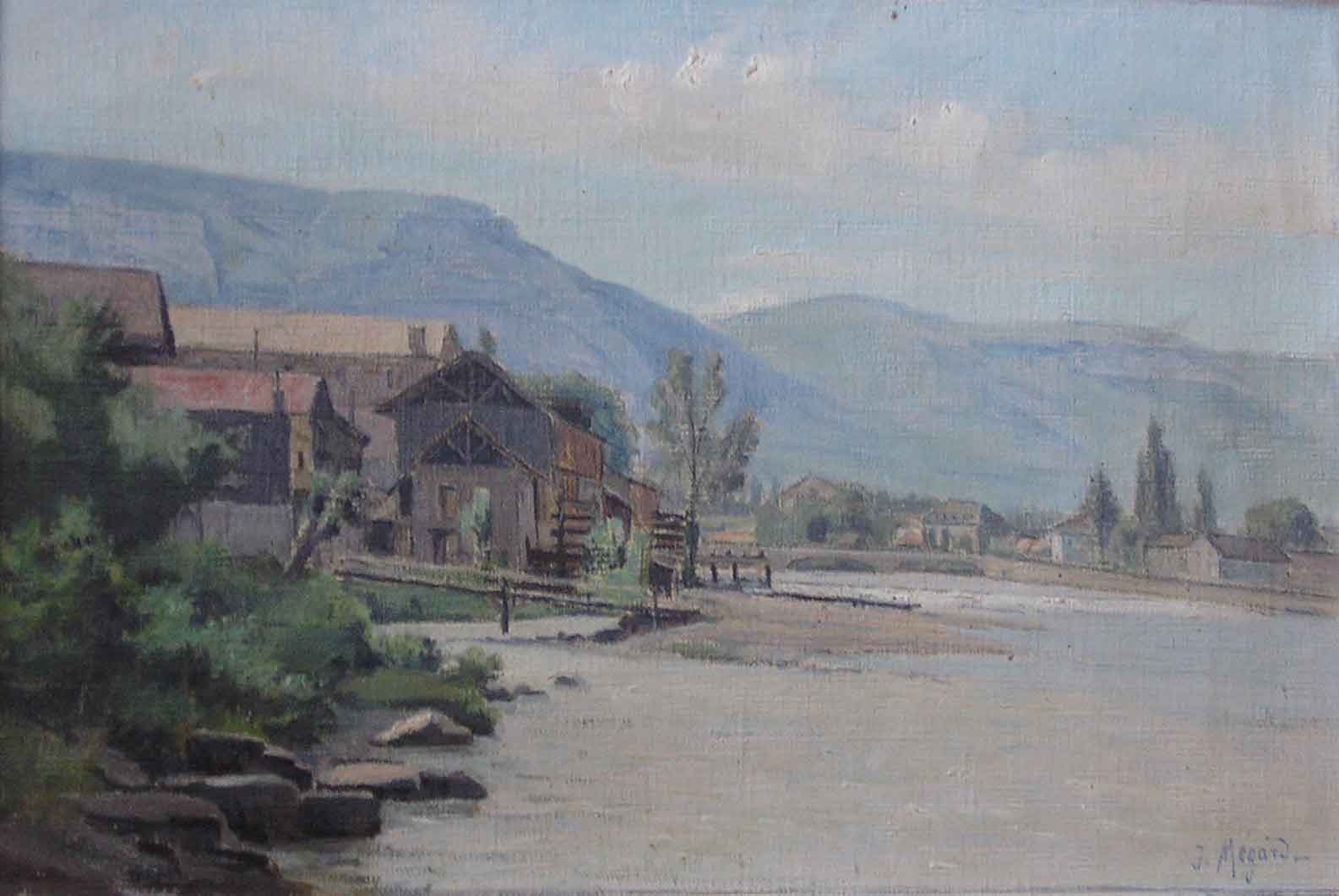
Bords de l'Arve, moulins, vers 1900
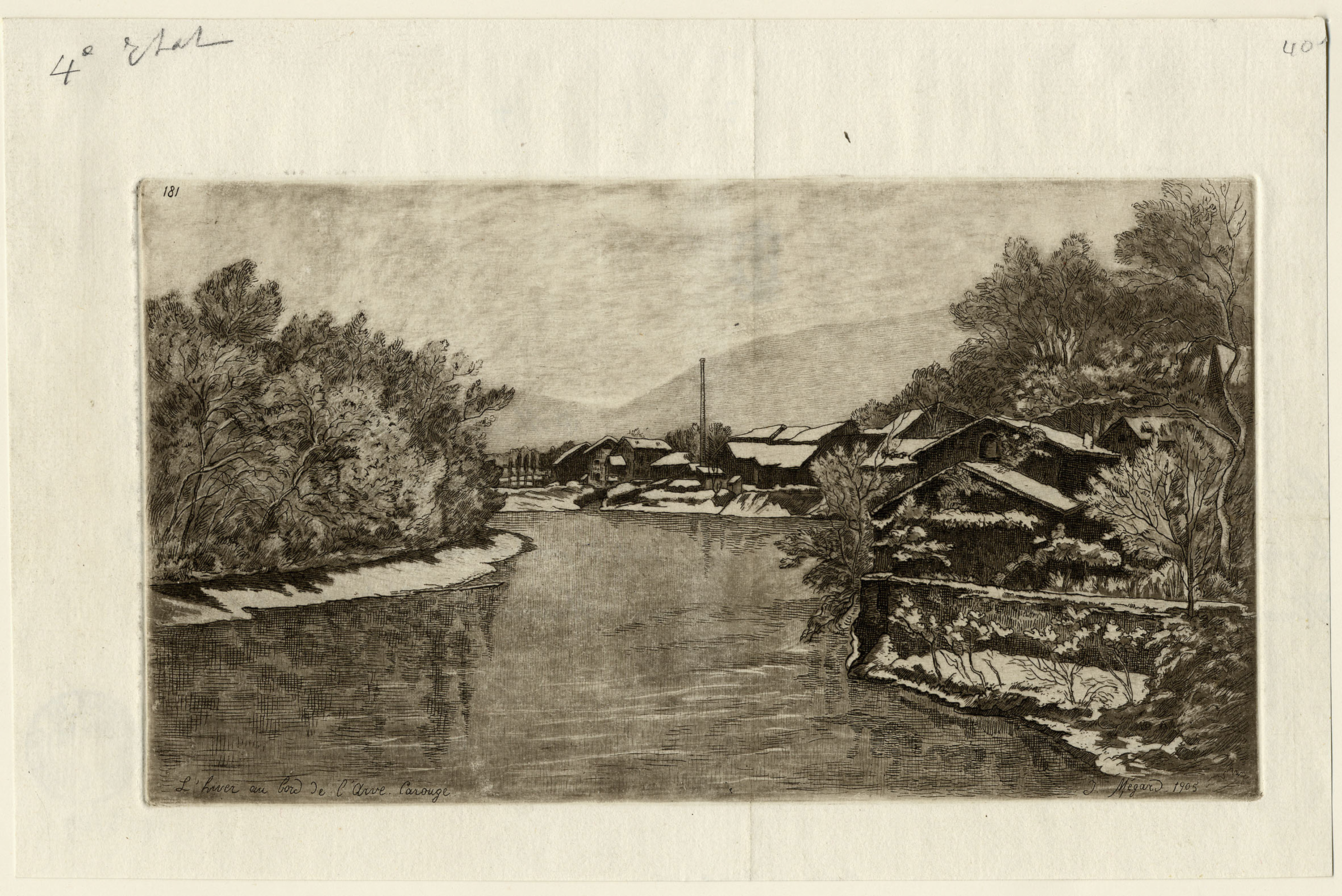
Bords de l'Arve, Carouge, 1905
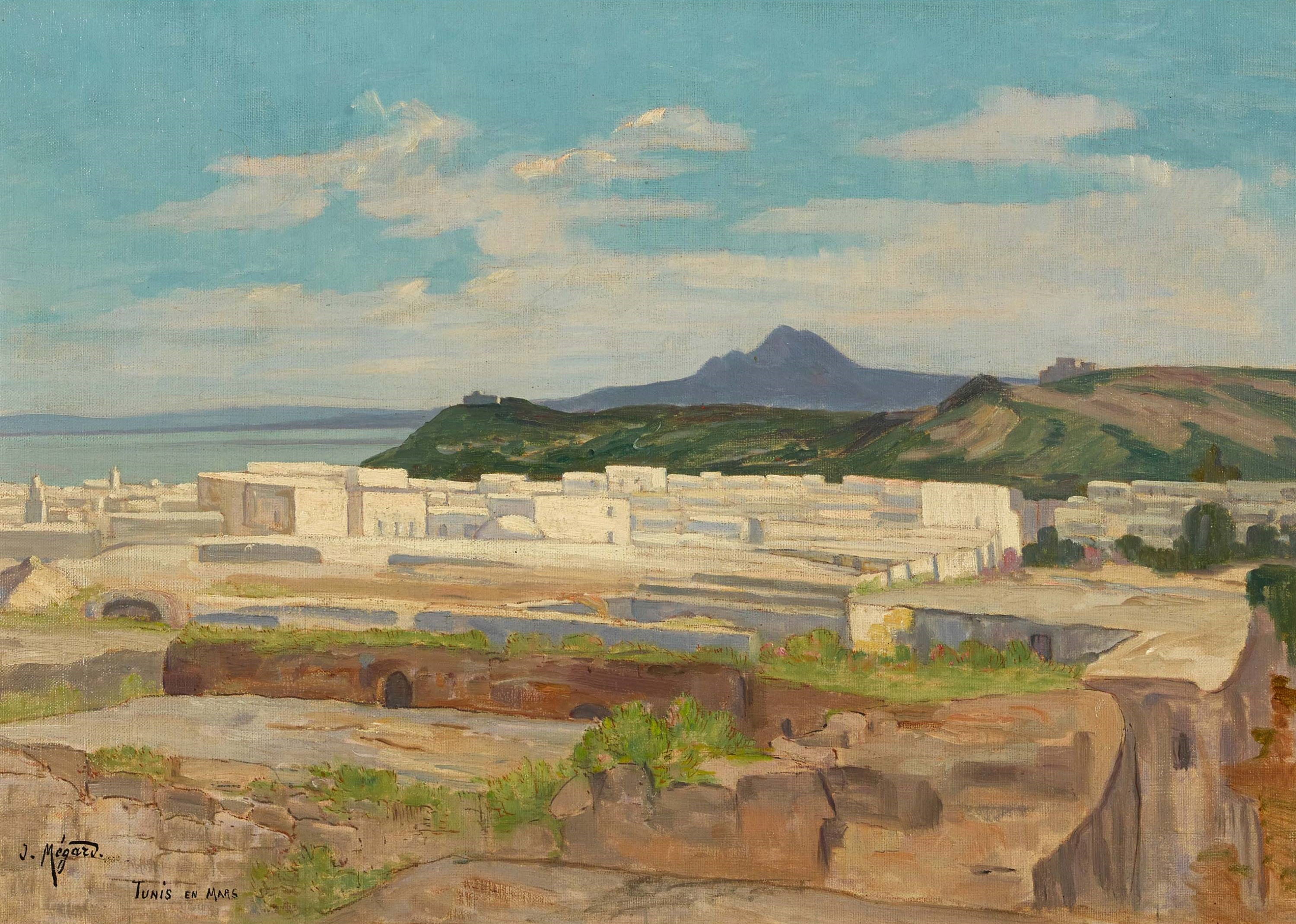
Tunis en mars, avant 1918
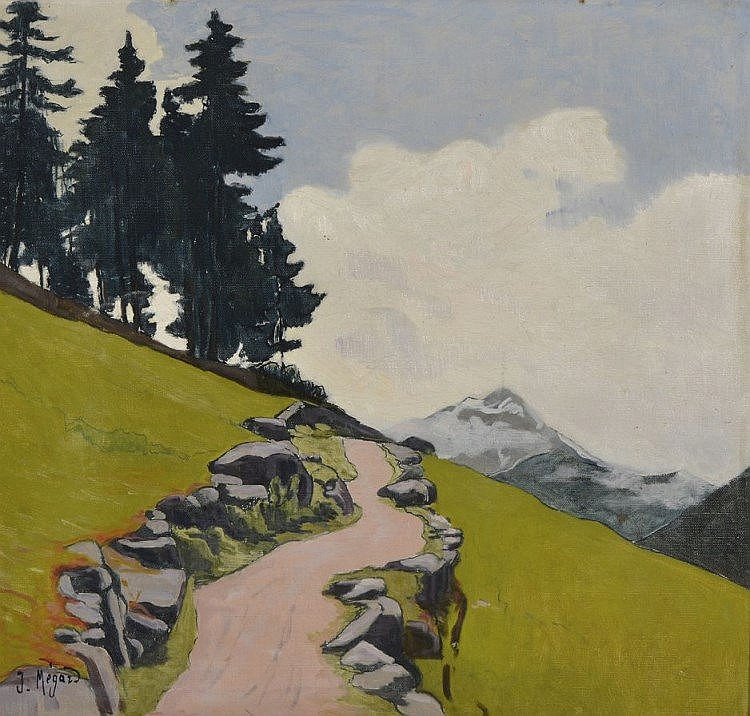
Chemin dans la montagne, avant 1918